# Aloys Dobler
Joseph Aloys Dobler, auch Joseph Alois Dobler und Josef Alois Dobler, (17. November 1796 in Gebrazhofen – 6. September 1841 in Stuttgart) war ein deutscher Opernsänger (Bass).

## Leben
Dobler, Sohn eines Schullehrers, wurde von seinem Vater im Gesang und Klavierspiel unterrichtet. Dabei zeigte sich sein musikalisches Talent und noch als Chorschüler kam er in Das Domstift Konstanz. Hier machte sein herrlicher Sopran sowie seine Fähigkeit vom Blatt zu lesen, Aufsehen. In Konstanz besuchte er bis 1813 das Gymnasium. Danach wollte er Theologie studieren.
In Ellwangen fiel seine Stimme, die sich mittlerweile zu einem kräftigen Bass ausgebildet hatte, noch mehr auf. Man versuchte ihn zur Ausbildung seiner Stimme zu überreden, und so entstand der Wunsch, dem nachzugeben. Kaum hatte das Priesterseminar begonnen, verließ er dies heimlich und floh nach Wien. Ohne Mittel zu haben, schlich er sich in Vorstellungen des Kärntnerthortheaters, wo er sich an den Triumphen Franz Wilds und Joseph Weigls berauschte. Letzterer nahm sich seiner an und veranlasste sein Engagement als Chorist am Hoftheater 1814. Dort wurden ihm auf Grund seiner überragenden Stimme bald Bass-Solopartien anvertraut.
Daraufhin verschaffte ihm Weigl ein Engagement am neuerrichteten Theater in Linz. Dort debütierte er als „Alidor“ in Aschenbrödel. 1819 heiratete er die Sängerin Marie Becker (gest. 1834 in Stuttgart). 1820 verließ er Linz und ging nach Frankfurt am Main. Von dort aus arbeitete er auch gastierend in Mainz, Stuttgart, Wiesbaden, Berlin etc. (1825). In London trat er 32-malig in der deutschen Oper auf (1833) und riss das englische Publikum zu stürmischen Beifall hin.
1834 nahm er sein letztes Engagement vor seinem Tod am Stuttgarter Hoftheater an. Dort wurde er mit dem Titel eines "württembergischen Kammersängers" ausgezeichnet. Er starb krankheitsbedingt an einer unheilbaren Magenschlund-Verengung.
Dobler, eigentlich Autodidakt, verdankte seinen Erfolg größtenteils seinem unermüdlichen Fleiß. Zu seinen bedeutendsten Rollen zählten „Sarastro“, „Pietro“ (Die Stumme), „Mephistopheles“, „Tell“, „Azur“, „Zar“, „Osmin“ (Entführung) und viele andere Partien.